# I Believe in Father Christmas
I Believe in Father Christmas è una canzone folk-rock composta ed interpretata dall'artista britannico Greg Lake (noto come membro del gruppo Emerson, Lake & Palmer); l'autore del testo è Peter Sinfield.

## Descrizione

### Genesi della canzone
Sebbene sia spesso classificata come una canzone di Natale, questa non era l'intenzione di Greg Lake, che scrisse la canzone per protestare contro la commercializzazione del Natale. Peter Sinfield, tuttavia, ha dichiarato che il testo parla di una perdita d'innocenza e di credenze infantili.

Il brano è spesso interpretato erroneamente come anti-religioso e, per questo motivo, Lake fu sorpreso del suo successo. In un'intervista alla rivista Mojo dichiarò:
(G. Lake)

### Registrazione e pubblicazione

#### Versione su singolo
La canzone fu registrata dallo stesso Lake nel 1974 e pubblicata, separatamente dagli ELP, nel novembre 1975 come lato A del singolo I Believe in Father Christmas/Humbug, che divenne il nº2 di Natale nelle classifiche britanniche. È stata il suo unico successo da solista.

#### Versione degli ELP suWorks Volume 2
Il 10 novembre 1977, una versione "soft" del brano venne inserita nell'album Works Volume 2 di tutto il trio. È così chiamata perché, al posto del classico arrangiamento orchestrale e corale (già presente nella versione su 45 giri), vi sono nuove parti eseguite da Emerson e Palmer.

#### Altrettante versioni
Nel 1993, un'altra variante della canzone fu pubblicata sul box-set The Return of the Manticore e, nel 2002, Lake rivisitò ancora una volta il brano per una compilation intitolata A Classic Rock Christmas, insieme ad altri artisti della Sanctuary.

### Videoclip
Il videoclip, per la maggior parte girato in Palestina e Giordania, contiene immagini dalla guerra del Vietnam, che ha portato a lamentele da parte di alcuni che sostenevano non dovessero essere associate a una canzone natalizia. Queste immagini di bombardamenti con razzi, attacchi aerei e artiglierie mobili sono uno sfondo violento per una pacifica canzone di Natale e il risultato è un messaggio che colpisce molto duramente.

### Ritornello strumentale
Il ritornello strumentale proviene dal 4º movimento (Troika) della suite di Prokof'ev Il tenente Kiže composta per l'omonimo film sovietico del 1934, diretto da Aleksandr Fajntsimmer.

## Formazione
Per la versione del 1975:
- Greg Lake – basso, chitarra acustica, voce solista
- London Philharmonic Orchestra – diretta da Godfrey Salmon
- King's Singers – coro

### Crediti
- Greg Lake e Peter Sinfield – produzione

## Cover (Lista parziale)
- Nel 1982 la canzone venne rifatta da Toyah Willcox per lo special televisivo Pop Goes Christmas, andato in onda su ITV[8].
- Elaine Paige ha registrato il brano nel 1986 per il suo album Christmas.
- Il gruppo canadese Honeymoon Suite l'ha rifatto nel 1988 per una compilation intitolata Winter Warnerland, insieme ad altri artisti della WEA (ora Warner Music Canada).
- In anni recenti la canzone è stata registrata da altri gruppi, tra cui: gli Human Drama (1999), i Vertical Horizon (2002, per una compilation intitolata Holiday Sounds of the Season 2002) e gli Overview (2008); la sua melodia è stata utilizzata nella canzone The Night Santa Went Crazy di "Weird Al" Yankovic.
- Sarah Brightman ha rifatto il brano nel 2008 per il suo album A Winter Symphony.
- La piccola Connie Talbot avrebbe potuto registrarlo nel 2009, precisamente quando lei aveva solo 9 anni, per il suo album Holiday Magic.
- Il 1º dicembre dello stesso anno, una cover del brano fu pubblicata dal gruppo irlandese U2 per la campagna di Bono Product Red (a favore della lotta contro l'AIDS in Africa) e per una compilation intitolata All You Need Is Love[9].
- Antonella Ruggiero, ex-voce dei Matia Bazar, avrebbe potuto rifare il brano nel 2010[10] per il suo album I regali di Natale.
- Joe McElderry ha registrato la canzone nel 2011 per il suo album Classic Christmas.
- La cantante scozzese Susan Boyle l'ha rifatta nel 2013 per il suo album Home for Christmas.
- Tony Hadley, ex-frontman degli Spandau Ballet, ha registrato il brano nel 2015[11] per il suo Christmas Album.
- Robbie Williams l'ha rifatto nel 2019 per il suo album The Christmas Present.
- Un'altra cantante italiana, Annie Barbazza, ne ha pubblicato la sua versione nel 2022 come singolo omonimo.
- Il gruppo inglese sinfonico/progressive Marillion ne ha fatta una cover nel 2023.

## Influenza culturale
I Believe in Father Christmas è stata parodiata e utilizzata come fonte d'ispirazione da Teddy Randazzo e Roger Joyce, per la loro canzone I Believe in Fairy Tales interpretata da Nikka Costa (allora 11enne) e presente nel suo secondo album, Fairy Tales, del 1983.

## Atmosfere
Le stesse della lennoniana Happy Xmas (War Is Over), risalente a 4 anni prima.

### Annotazioni
1. ↑  ovvero: "Credo a Babbo Natale".

### Fonti
1. ↑  (EN) Greg Lake – I Believe In Father Christmas / Humbug (UK), su Discogs. URL consultato il 16 maggio 2024.
2. ↑  (EN) Greg Lake – I Believe in Father Christmas / Humbug (USA), su Discogs. URL consultato il 16 maggio 2024.
3. ↑  (EN) I Believe in Father Christmas, su British Phonographic Industry. URL consultato il 10 dicembre 2022.
4. ↑  (EN) Dichiarazioni di Greg riguardo "Father Christmas" (MP3) [collegamento interrotto], su Sito Ufficiale di Greg Lake. URL consultato il 22 dicembre 2007.
5. ↑  (EN)  Owen Adams, A song for a secular Christmas, in Guardian Unlimited: Arts blog, Guardian News and Media, 22 dicembre 2006. URL consultato il 22 dicembre 2007 (archiviato il 20 gennaio 2007).
6. ↑  (EN) Emerson, Lake & Palmer – Works Volume 2, su Discogs. URL consultato il 16 maggio 2024.
7. ↑   Luigi Bellingardi, Sergej Prokofiev, Il luogotenente Kize, op. 60, su flaminioonline.it, L'Orchestra Virtuale del Flaminio, 3 agosto 2012. URL consultato il 18 giugno 2022.
8. ↑  (EN) Discografia ufficiale di Toyah Willcox: Album, su toyahwillcox.com. URL consultato il 22 dicembre 2007 (archiviato dall'url originale il 24 dicembre 2007).
9. ↑  Il cui titolo è preso dall'omonimo brano dei Beatles, tratto dall'album Magical Mystery Tour (1967).
10. ↑  Accompagnata dallo stesso Lake, come sempre, alla chitarra acustica.
11. ↑  Anno del 40º anniversario del brano.
12. ↑  Lo stesso vale anche per Back in the U.S.A. di Chuck Berry, che nel 1968 fu parodiata e usata come fonte d'ispirazione dai Beatles per la loro canzone Back in the U.S.S.R., traccia d'apertura dell'eponimo album (noto anche come White Album).